# Thüringer Staatspreis für Architektur und Städtebau
Der Thüringische Staatspreis für Architektur und Städtebau ist die höchste Architekturauszeichnung des Freistaates Thüringen und wird seit 1996 alle zwei Jahre vom Thüringer Finanzministerium sowie dem Innenministerium und der Architektenkammer Thüringen vergeben.
Mit dem Preis werden bereits umgesetzte Projekte ausgezeichnet, die beispielhaft die Planungs- und Baukultur in Thüringen widerspiegeln: innovative städtebauliche und architektonische Konzeptionen, die die zeitgemäße bauliche Entwicklung im Freistaat dokumentieren und die Gestaltungsmöglichkeiten der heutigen Architektur ausnutzen. Neben dem Preisträger werden an einigen weiteren qualitativ überzeugenden Projekten Anerkennungen ausgesprochen.
Vorläufer des Staatspreises war der unter der Schirmherrschaft des Ministerpräsidenten stehende Thüringer Architekturpreis, der von der Architektenkammer Thüringen und der Landesbausparkasse Hessen-Thüringen ausgelobt wurde. Der seinerzeit mit 20.000 DM dotierte Preis wurde erstmals am 30. November 1993 für den von einem Jenaer Architekturbüro entworfenen Neubau des Technologiezentrums Jena vergeben.
Der Preis ist mit insgesamt 20.000 Euro dotiert und wird auf den Staatspreis und die Anerkennungen aufgeteilt. So bekamen zum Beispiel 2012 der Staatspreis 8.000 Euro und die drei Anerkennungen je 4.000 Euro zugesprochen. Die Preise werden zu gleichen Teilen zwischen dem Bauherr und dem verantwortlichen Architekt aufgeteilt. Neben den verliehenen Urkunden besteht der Staatspreis aus einer Siegerplakette, die am ausgezeichneten Gebäude angebracht wird.
In den Jahren 2004 und 2006 wurden zwei und 2016 drei erste Preise vergeben.

## Liste der Preisträger
| Jahr                       | Ausgezeichnete Architektur                                              | Auftraggeber/Bauherr                                                        | Verantwortliche Architekten                                                              |
| -------------------------- | ----------------------------------------------------------------------- | --------------------------------------------------------------------------- | ---------------------------------------------------------------------------------------- |
| 1996                       | Musikgymnasium Schloss Belvedere, Weimar                                | Deutsche Bank AG, Frankfurt                                                 | Thomas van den Valentyn (Köln) mit S.Mohammed Oreyzi (Köln)                              |
| 1998                       | Multifunktionale Halle für Sport und Kultur, Meiningen                  | Stadt Meiningen, Landratsamt Schmalkalden-Meiningen und Freistaat Thüringen | Peter Kulka (Dresden/Köln)                                                               |
| 2000                       | Bundesarbeitsgericht (BAG), Erfurt                                      | Bundesrepublik Deutschland vertreten durch Staatsbauamt Erfurt              | Gesine Weinmiller (Berlin)                                                               |
| 2002                       | Justizzentrum Meiningen                                                 | Livida Mo-Laris GVG mbH & Co                                                | KBK Architekten Belz, Kucher, Lutz (Stuttgart)                                           |
| 2004                       | Oper Erfurt                                                             | Landeshauptstadt Erfurt                                                     | Prof. Friedrich und Partner (Hamburg)                                                    |
| 2004                       | Marie-Curie-Gymnasium, Bad Berka                                        | Landratsamt Kreis Weimarer-Land                                             | Junk & Reich (Weimar)                                                                    |
| 2006                       | Bibliotheks- und Hörsaalgebäude der Universitätsbibliothek Weimar       | Freistaat Thüringen vertreten durch Staatsbauamt Erfurt                     | Andreas Meck und Stephan Köppel                                                          |
| 2006                       | Studienzentrum der Herzogin-Anna-Amalia-Bibliothek, Weimar              | Stiftung Weimarer Klassik und Kunstsammlungen                               | Hilde Barz-Malfatti, Weimar und Karl-Heinz Schmitz, Weimar                               |
| 2008                       | Ganztagsschule Steinbach-Hallenberg                                     | Landkreis Schmalkalden-Meiningen                                            | Schettler & Wittenberg (Weimar)                                                          |
| 2010                       | Bibliothek und Waidhäuser im Augustinerkloster Erfurt                   | Kirchenamtspräsidentin B. Andrae                                            | Junk & Reich (Weimar)                                                                    |
| 2012                       | Landeskirchenamt der Evangelischen Kirche in Mitteldeutschland          | Evangelische Kirche in Mitteldeutschland                                    | Steinblock Architekten (Magdeburg)                                                       |
| 2014                       | Medicum Klinikum Altenburg                                              | Klinikum Altenburger Land GmbH                                              | worschech architects, (Erfurt)                                                           |
| 2016                       | Bürgerhaus Nordhausen Freiflächengestaltung Kulturbibliothek Nordhausen | Stadt Nordhausen                                                            | Stock Landschaftsarchitekten bdla (Jena) und Schettler & Wittenberg Architekten (Weimar) |
| 2016                       | „Grüner Innenhof“ Kornmarkt Nordhausen                                  | Städtische Wohnungsbaugesellschaft mbH Nordhausen                           | stock + partner, Freie Landschaftsarchitekten (Jena)                                     |
| 2018                       | Elobau Werkzeugbau                                                      | grimelo GmbH & Co. KG, Leutkirch                                            | F64 Architekten (Kempten)                                                                |
| 2018 (Sonderpreis Holzbau) | Kindergarten „Holzwürmchen“                                             | Hufeland-Träger-Gesellschaft Weimar mbH                                     | raum 33 \| architekten (Weimar)                                                          |